# Tomaž Čižman
Tomaž Čižman (ur. 13 lutego 1956 w miejscowości Črnuče) – słoweński narciarz alpejski reprezentujący Jugosławię, brązowy medalista mistrzostw świata.

## Kariera
Po raz pierwszy na arenie międzynarodowej pojawił się w 1982 roku, startując na mistrzostwach świata juniorów w Auron. Zdobył tam brązowy medal w kombinacji, a w gigancie i slalomie był piąty. Na rozgrywanych rok później mistrzostwach świata juniorów w Sestriere ponownie był trzeci w kombinacji i piąty w gigancie.
W zawodach Pucharu Świata zadebiutował 29 stycznia 1983 roku w Kranjskiej Gorze, zajmując 31. miejsce w gigancie. Pierwsze punkty zdobył 28 stycznia 1986 roku w Adelboden, zajmując ósme miejsce w gigancie. Nigdy nie stanął na podium zawodów tego cyklu, najbliżej pierwszej trójki znalazł się 10 stycznia 1989 roku w Kirchberg in Tirol i 19 lutego 1989 roku w Aspen, gdzie rywalizację w gigancie kończył na czwartej pozycji. W pierwszym przypadku walkę o podium przegrał z Włochem Alberto Tombą, a następnie z Larsem-Börje Erikssonem ze Szwecji. Najlepsze wyniki osiągnął w sezonie 1988/1989, kiedy to zajął 32. miejsce w klasyfikacji generalnej, a w klasyfikacji giganta był jedenasty.
W 1989 roku wystąpił na mistrzostwach świata w Vail, gdzie zdobył brązowy medal w supergigancie. W zawodach tych wyprzedzili go jedynie dwaj Szwajcarzy Martin Hangl i Pirmin Zurbriggen. Był to jego jedyny medal wywalczony na międzynarodowej imprezie tej rangi. W tej samej konkurencji był też czternasty podczas rozgrywanych dwa lata wcześniej mistrzostw świata w Crans-Montana. W 1988 roku wystartował na igrzyskach olimpijskich w Calgary, gdzie był dziewiąty w supergigancie, a rywalizacji w gigancie nie ukończył (po pierwszym przejeździe zajmował ósme miejsce).
W 1990 roku zakończył karierę.

## Osiągnięcia

### Igrzyska olimpijskie
| Miejsce | Dzień     | Rok  | Miejscowość | Konkurencja | Czas biegu | Strata | Zwycięzca      |
| ------- | --------- | ---- | ----------- | ----------- | ---------- | ------ | -------------- |
| 9.      | 21 lutego | 1988 | Calgary     | Supergigant | 1:39,66    | +2,81  | Franck Piccard |
| DNF2    | 25 lutego | 1988 | Calgary     | Gigant      | 2:06,37    | -      | Alberto Tomba  |

### Mistrzostwa świata
| Miejsce | Dzień    | Rok  | Miejscowość   | Konkurencja | Czas biegu | Strata | Zwycięzca         |
| ------- | -------- | ---- | ------------- | ----------- | ---------- | ------ | ----------------- |
| 14.     | 2 lutego | 1987 | Crans-Montana | Supergigant | 1:19,93    | +2,98  | Pirmin Zurbriggen |
| DNF1    | 4 lutego | 1987 | Crans-Montana | Gigant      | 2:32,38    | –      | Pirmin Zurbriggen |
| 3.      | 8 lutego | 1989 | Vail          | Supergigant | 1:38,81    | +0,37  | Martin Hangl      |
| DNF1    | 9 lutego | 1989 | Vail          | Gigant      | 2:37,66    | +1,72  | Rudolf Nierlich   |

### Mistrzostwa świata juniorów
| Miejsce | Dzień   | Rok  | Miejscowość | Konkurencja | Czas biegu | Strata | Zwycięzca        |
| ------- | ------- | ---- | ----------- | ----------- | ---------- | ------ | ---------------- |
| 34.     | 4 marca | 1982 | Auron       | Zjazd       | 1:36,11    | +4,64  | Franck Piccard   |
| 5.      | 6 marca | 1982 | Auron       | Gigant      | 2:24,67    | +2,82  | Günther Mader    |
| 5.      | 7 marca | 1982 | Auron       | Slalom      | 1:27,89    | +1,68  | Johan Wallner    |
| 3.      | 7 marca | 1982 | Auron       | Kombinacja  | ?          | ?      | Guido Hinterseer |
| 25.     | 2 marca | 1983 | Sestriere   | Zjazd       | 1:24,24    | +4,08  | Luc Alphand      |
| 14.     | 4 marca | 1983 | Sestriere   | Slalom      | 1:36,81    | +4,31  | Rok Petrovič     |
| 5.      | 5 marca | 1983 | Sestriere   | Gigant      | 2:15,25    | +2,21  | Johan Wallner    |
| 3.      | 5 marca | 1983 | Sestriere   | Kombinacja  | ?          | ?      | Leonid Mielnikow |

### Puchar Świata

#### Miejsca w klasyfikacji generalnej
- sezon 1985/1986: 73.
- sezon 1986/1987: 63.
- sezon 1987/1988: 43.
- sezon 1988/1989: 32.
- sezon 1989/1990: 79.

#### Miejsca na podium w zawodach PŚ
Čižman nigdy nie stanął na podium zawodów PŚ.